# Vatěticko-mouřenecká alej
Vatěticko-mouřenecká alej je stromořadí památných stromů západně od obce Vatětice u Hartmanic. Osm dubů zimních (Quercus petraea) a šest lip velkolistých (Tilia platyphyllos Scop.) roste v lesním porostu v nadmořské výšce 640 m podél zaniklé cesty mezi Vatěticemi a Mouřencem. Stromy jsou staré přibližně 200 let, zdravotní stav je poměrně dobrý, potřebují však nezbytně nutné ošetření (snížení koruny, ořez suchých zlámaných větví, případně vazba) (šetření 2006). Alej je chráněna od 26. června 2006 jako historicky důležité stromy.

## Popis a parametry jednotlivých stromů
Tabulka jednotlivých stromů
| Číslo | Druh            | obvod kmene | výška koruny | stav stromu                                                                               |
| ----- | --------------- | ----------- | ------------ | ----------------------------------------------------------------------------------------- |
| 1     | dub zimní       | 285         | 31           | sekundární koruna s třemi hlavními větvemi                                                |
| 2     | lípa velkolistá | 350         | 29           | ve dvou metrech nasazená koruna, tvořená třemi hlavními kosterními větvemi                |
| 3     | dub zimní       | 210         | 29           | kmen se ve třech metrech větví tlakovým nestabilním větvením na dvě hlavní kosterní větve |
| 4     | lípa velkolistá | 290         | 12           | koruna tvořena třemi silnými kosterními větvemi dutiny po odlomení větví                  |
| 5     | dub zimní       | 262         | 27           | průběžný kmen                                                                             |
| 6     | lípa velkolistá | 278         | 28           | průběžný kmen                                                                             |
| 7     | lípa velkolistá | 349         | 30           | nejmohutnější strom celé aleje ve třech metrech se větví na dvě hlavní kosterní větve     |
| 8     | dub zimní       | 230         | 30           | průběžný kmen                                                                             |
| 9     | dub zimní       | 175         | 28           | průběžný kmen                                                                             |
| 10    | dub zimní       | 180         | 31           | průběžný kmen                                                                             |
| 11    | dub zimní       | 212         | 30           | průběžný kmen                                                                             |
| 12    | lípa velkolistá | 383         | 32           | zdravá, rozdvojená ve 3,5 m                                                               |
| 13    | lípa velkolistá | 251         | 30           | částečně proschlá, tři kosterní větve                                                     |
| 14    | dub zimní       | 186         | 28           | částečně proschlý, průběžný kmen                                                          |

## Památné stromy v okolí
- Lípa ve Vatětické aleji
- Palvínovská alej
- Palvínovská lípa
- Skupina dubů ve Sloním údolí
- Skupina dubů zimních
- Skupina stromů v zámeckém parku
- Vatětická lípa
- Vatětický jasan
- Vatětický javor
- Zámecký klen